# Nya Åland
Nya Åland (ofta förkortat Nyan) är en åländsk dagstidning grundad 1981. Den ges ut i Mariehamn och utkommer måndag–fredag som papperstidning och sju dagar i veckan som digitaltidning. Nya Åland har en TS-kontrollerad upplaga på 3 029 exemplar (2022). Ansvarig utgivare och chefredaktör är sedan 2016 Anna Björkroos. Mellan 2011 och 2016 var Jonas Bladh chefredaktör.
Redaktion, annonsavdelning och administration finns på Norra Esplanadgatan 1. Tidningen trycks på Ålandstryckeriet.

## Historia
Initialt drevs Nya Åland av ett andelslag, Andelslaget Åländsk Rapport. Ålänningarna visade stort intresse för att delta i ägandet av en tidning. Andelslaget har genom åren samlat nästan 2 000 medlemmar. Detta återspeglades även under de första åren i tillägget till tidningens namn – läsarägda Nya Åland.
I början av 1990-talet överfördes Nya Ålands verksamhet till ett aktiebolag som fick namnet Nya Ålands Tidningsaktiebolag. I bolagsordningen, där tidningens linje beskrivs, påpekas att Nya Åland är ”obunden av politiska grupperingar, myndigheter, organisationer, företag och enskilda personer”. Andelslaget Åländsk Rapport kvarstod som största aktieägare fram till hösten 2001, då Wiklöf Holding och Konstsamfundet gick in som nya delägare. Anders Wiklöf förvärvade senare Wiklöf Holdings aktiepost och under 2017 även Konstsamfundets aktier. Anders Wiklöf äger i dagsläget (2022) cirka 76 % av aktierna. Resterande aktier är fördelade på ungefär 800 småägare.